# Герб Торговиці
Герб Торгóвиці — офіційний символ села Торговиці, Городенківського району Івано-Франківської області, затверджений 1 липня 2010 р. рішенням Торговицької сільської ради.
Автор — Андрій Гречило.

## Опис герба
Щит скошений справа, у верхньому пурпуровому полі золотий ріг достатку, з якого висипаються різні плоди, у нижньому зеленому — золота криниця. Герб облямований золотим картушем і увінчаний золотою сільською короною.

## Значення символів
Поділ щита вказує на характерне географічне розташування села вздовж русла річки Тополівка та торговельного шляху з південного сходу на північний захід. Золотий ріг достатку є символом добробуту, багатства і торгівлі, вказує на назву поселення та відображає торги, які тут відбувалися. Криниця символізує колодязі, які були на торговищах.